# Bakar
Bakar este un oraș în cantonul Primorje-Gorski kotar, Croația, având o populație de 8.279 de locuitori (2011).

## Demografie
Componența etnică a orașului Bakar
     Croați (90,31%)
     Sârbi (2,91%)
     Bosniaci (1,96%)
     Necunoscut (0,87%)
     Neclasificat (3,1%)
Componența confesională a orașului Bakar
     Catolici (83,78%)
     Fără religie și atei (4,81%)
     Musulmani (3,79%)
     Ortodocși (3,5%)
     Necunoscută (2,81%)
     Alte religii (1,29%)
Conform recensământului din 2011, orașul Bakar avea 8.279 de locuitori. Din punct de vedere etnic, majoritatea locuitorilor (90,31%) erau croați, existând și minorități de sârbi (2,91%) și bosniaci (1,96%). Apartenența etnică nu este cunoscută în cazul a 0,87% din locuitori. Din punct de vedere confesional, majoritatea locuitorilor (83,78%) erau catolici, existând și minorități de persoane fără religie și atei (4,81%), musulmani (3,79%) și ortodocși (3,5%). Pentru 2,81% din locuitori nu este cunoscută apartenența confesională.